# 삼중성 (영화)
"삼중성"(The Trio Stars)은 한국에서 제작된 최기풍 감독의 1991년 가족, SF, 모험 영화이다. 이봉원 등이 주연으로 출연하였고 김춘범 등이 제작에 참여하였으며 이봉원 (곰팡이 역)이 해당 영화로 극장용 영화 데뷔를 했고 1998년 개봉될 예정이었던 《망치를 든 짱구와 땡칠이》로 극장용 영화 복귀를 할 예정이었지만 IMF  등 여러 사정 때문에 개봉 무산되어 좌절됐으며 2005년 개봉된 《소년, 천국에 가다》에 특별출연해  억울함을 조금이나마 덜어냈다.

## 출연

### 주연
- 이봉원 : 곰팡이
- 박지수 : 혜란

### 조연
- 김성범 : 정훈
- 이궁희 : 동혁
- 이진주 : 미라

### 특별출연
- 원진
- 안진수
- 백혜진

### 단역
- 이황근 : 미라 아버지
- 김성은 : 미라 어머니
- 박세범 : 조교 선생
- 이지산
- 임지숙
- 채수암
- 신재명
- 이경희
- 고재현
- 김명환

## 기타
- 총지휘: 김춘범
- 촬영부: 김기덕
- 촬영부: 박해충
- 촬영부: 신재용
- 조명: 김석진
- 조명부: 박상언
- 조명부: 박수현
- 조명부: 이귀봉
- 조명부: 이태신
- 조연출: 김연화
- 조연출: 박동원
- 조연출: 신재명
- 조연출: 이재규
- 주제가: 김문현
- 주제가: 노복순
- 주제가: 민지현
- 주제가: 손진주
- 특수효과: 정도안
- 분장: 강금실
- 분장: 이윤희
- 무술연출: 이재규
- 음악부문: 주순희